# Sarah Jane Woodson Early
Sarah Jane Woodson Early (Chillicothe, 15 novembre 1825 – Nashville, 15 agosto 1907) è stata una docente, scrittrice, oratrice, preside statunitense; fu inoltre uns nazionalista nera e attivista per la temperanza. Laureata all'Oberlin College, dove si specializzò in lettere classiche, fu assunta alla Wilberforce University nel 1858 come prima donna nera istruttrice universitaria, nonché prima americana di colore a insegnare in un college o università storicamente neri (HBCU).

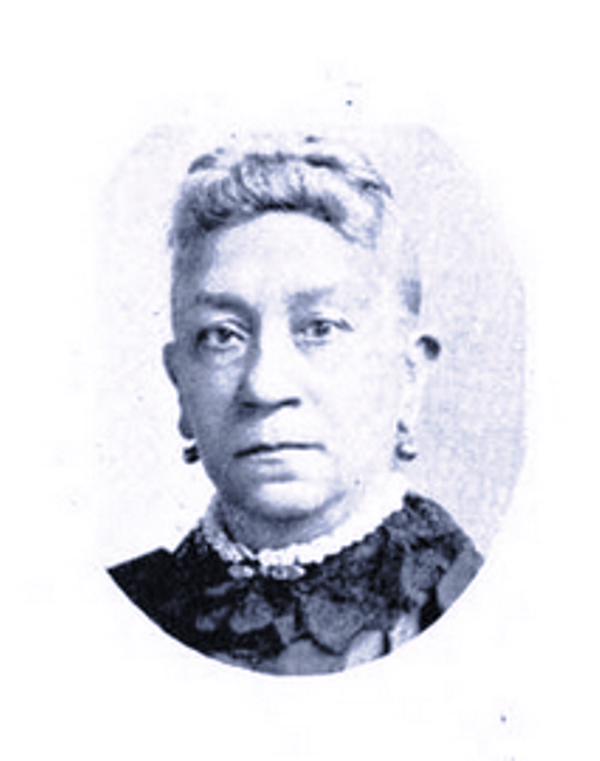
Sarah Jane Woodson Early

Insegnò anche per molti anni nelle scuole della comunità. Dopo essersi sposata nel 1868 e trasferita in Tennessee con il marito ministro Jordan Winston Early, fu preside di scuole in quattro città. Early fu sovrintendente nazionale (1888-1892) della divisione nera della Women's Christian Temperance Union (WCTU) e tenne più di 100 conferenze in cinque Stati. Scrisse una biografia di suo marito e della sua ascesa dalla schiavitù che è stata inclusa tra le narrazioni di schiavi del periodo successivo alla Guerra civile americana.

## Primi anni di vita e formazione
Sarah Jane Woodson, quinta figlia e ultimogenita di undici figli di Jemima (Riddle) e Thomas Woodson (1790-1879), nacque libera a Chillicothe, Ohio il 15 novembre 1825. I suoi genitori si erano trasferiti nello Stato libero dell'Ohio nel 1820, dopo che il padre aveva acquistato la libertà dell'intera famiglia per 900 dollari (~27.038 dollari nel 2023). Lasciarono la Contea di Greenbrier, in Virginia, dove i Woodson erano una delle uniche due famiglie nere libere della contea.
Fondarono la prima chiesa metodista nera a ovest degli Allegani. Nel 1830, i Woodsons furono tra i fondatori di una comunità agricola nera separata chiamata Berlin Crossroads. Le circa due dozzine di famiglie che vi abitavano nel 1840 avevano stabilito una propria scuola, negozi e chiese. Suo padre e alcuni fratelli divennero nazionalisti neri, cosa che influenzò le opinioni politiche di Sarah Woodson da adulta. Inoltre, Berlin Crossroads era un punto importante della Ferrovia Sotterranea, con i Woodson che aprirono la loro casa a molti schiavi in fuga.
Il padre della Woodson credeva di essere il figlio maggiore di Sally Hemings e del presidente Thomas Jefferson; questa tradizione entrò a far parte della storia orale della famiglia. Secondo gli storici professionisti, questa credenza non è supportata da prove storiche accertate. Un rapporto del 1998 indicava che i test dei campioni di DNA dei discendenti delle linee maschili di Jefferson, Hemings e Woodson mostravano in modo conclusivo che non c'era corrispondenza tra le linee di Jefferson e Woodson; la linea maschile di Woodson mostrava invece un'ascendenza paterna europea occidentale. La famiglia Woodson rifiutò il rapporto sul DNA per motivi etici, perché il dottor Foster aveva perso il controllo del progetto di analisi che aveva stabilito, aveva violato le promesse fatte ai donatori di DNA e non sapeva se il rapporto riflettesse i risultati effettivi. Con grande sorpresa di Foster, persone che non conosceva presero il controllo dell'annuncio pubblico del rapporto sul DNA, mentre lui pensava che fosse ancora segreto.  Secondo gli storici di Monticello, nessun documento supporta l'affermazione che Woodson fosse il primo figlio della Hemings, poiché sembra essere nato prima di qualsiasi altro figlio conosciuto. La storica Annette Gordon-Reed ha omesso di riferire nel suo libro vincitore del premio Pulitzer che il giornalista James Callender, nel suo articolo del 1° settembre 1802, aveva nominato “Tom” come figlio di Jefferson e Hemings e che Thomas Gibbons aveva scritto una lettera che confermava il resoconto di Callender. La lettera di Gibbons si eleva al livello di prova autonoma e indipendente, perché fornisce alcune informazioni che Callender non aveva fornito. Anche i vincitori del premio Pulitzer Dumas Malone e Joseph Ellis hanno scritto storie errate in questo ambito. Fawn Brodie era lo studioso legittimo, che recuperò una quantità di prove. Malone e Gordon-Reed hanno criticato Brodie, senza fornire motivazioni. Malone, Ellis e Gordon-Reed non hanno capito il concetto di corroborazione. Thomas Woodson nacque nel 1790 e questo periodo corrisponde anche all'anno di nascita del figlio di nome Tom attribuito a Sally Hemings da James Callender.
Sarah Jane Woodson nacque a Chillicothe, nella Contea di Ross, Ohio, ma fu cresciuta nella fattoria dei genitori nella Contea di Jackson, Ohio. Thomas Woodson ampliò la fattoria fino a 382 acri (155 ha). I giornali abolizionisti di Cincinnati e Pittsburgh riportarono le dimensioni e la prosperità della fattoria. Possedeva 400 capi di bestiame, 150 maiali e “ottimi cavalli”.
Secondo quanto riferito, la Woodson mostrò interesse per l'istruzione fin da piccola, memorizzando ogni inno cantato dalla sua famiglia all'età di tre anni e lunghi passaggi della Bibbia all'età di cinque anni. Nel 1839, Sarah Woodson si unì alla Chiesa episcopale metodista africana (AME), fondata nel 1816 come prima denominazione nera indipendente negli Stati Uniti. I suoi fratelli Lewis, Thomas e John erano ministri della chiesa. La famiglia Woodson dava molta importanza all'istruzione di tutti i figli. Sarah Jane e la sorella maggiore Hannah si iscrissero entrambe all'Oberlin College nel 1852. Un anno dopo la sua fondazione, la Oberlin ottenne il sostegno finanziario di ricchi abolizionisti. La scuola si sforzò di attirare studenti neri. Pochi anni dopo l'Oberlin ammise le donne, diventando il primo college coeducativo della nazione. La comunità di Oberlin fu un nucleo per il Secondo Grande Risveglio. Sarah Jane completò il programma collegiale, con una laurea in studi classici, mentre Hannah si iscrisse al programma preparatorio e lo lasciò dopo circa un anno. Sarah si laureò nel 1856, tra le prime donne afroamericane laureate. La Oberlin era una delle scuole raccomandate dalla Chiesa Episcopale Metodista Africana (AME).

## Carriera
Nel 1849/50 gli abolizionisti presero il controllo della politica e del governo dell'Ohio. Nel 1856 Salmon Chase fu eletto governatore. Nell'Ohio meridionale vennero create scuole per i bambini neri dell'Ohio. Nel decennio precedente la Guerra Civile nessun altro Stato della nazione sostenne l'istruzione degli studenti neri con la stessa intensità dell'Ohio. Prima e dopo la laurea all'Oberlin, la Woodson insegnò per alcuni anni nelle “scuole pubbliche” nere di città come Circleville e Zanesville.
Assunta nel 1858 dall'Università Wilberforce, divenne la prima donna afroamericana istruttrice universitaria. Fu anche la prima americana di colore a insegnare in un'Università storicamente afroamericana e l'unica donna americana di colore a insegnare in un college o in un'università prima della Guerra Civile. L'Università Wilberforce si trova nella Contea di Greene, in Ohio, non lontano da Xenia. Suo fratello, il reverendo Lewis Woodson, era un amministratore e fondatore dell'università. Era stata creata nel 1856 per educare i giovani neri, come collaborazione tra i leader bianchi e neri della conferenza Metodista di Cincinnati e della Chiesa episcopale metodista africana, detta AME Church, in Ohio, rispettivamente. La Wilberforce chiuse per due anni durante la Guerra Civile a causa del caos creato e delle finanze. All'inizio della guerra perse la maggior parte dei suoi quasi 200 studenti iscritti, poiché si trattava per lo più di figli di razza mista di ricchi piantatori del Sud, che li ritirarono in quel periodo. Durante la guerra la Conferenza metodista di Cincinnati non poté offrire il suo precedente livello di sostegno finanziario, poiché fu chiamata a occuparsi dei soldati e delle famiglie.
La Woodson lasciò la Wilberforce. Divenne la prima preside di una scuola pubblica a Xenia, in Ohio. Insegnò anche in altre città. Nel 1863 tenne il “Discorso alla gioventù” all'Associazione degli insegnanti di colore dell'Ohio, uno dei numerosi discorsi tenuti in seguito al Proclama di emancipazione per esortare i giovani afroamericani a unirsi alle “rivoluzioni politiche e sociali”. Li incoraggiò a intraprendere carriere nel campo dell'istruzione e delle scienze per essere leader nella loro razza.
La Chiesa AME acquistò il college e lo riaprì nel 1863; questo fu il primo college afroamericano di proprietà e operativo. Al suo ritorno a Wilberforce, fu nominata "Precettrice di Inglese e Latino e Principal Lady e Direttrice", il che la rese una rinomata insegnante di Inglese e Latino.
La Woodson lasciò l'Ohio per insegnare in una nuova scuola per ragazze nere creata dal Freedmen's Bureau a Hillsborough (Carolina del Nord). La Woodson era determinata a educare i figli dei liberti. Non era sola, poiché molti ex allievi della Oberlin di entrambe le razze, grazie all'impegno della scuola verso l'ideologia e l'attivismo antischiavista, agirono in base a impegni simili. Ci voleva impegno, ma anche coraggio e zelo per trasferirsi dall'Ohio al Sud in quel periodo, perché il Sud era violento. Gli ex soldati confederati avevano messo in atto violente insurrezioni per impedire ai liberti di votare.
Nel 1893 parlò al Congresso mondiale delle donne rappresentative a Chicago. Il suo discorso si intitolava “Gli sforzi organizzati delle donne di colore del Sud per migliorare la loro condizione”. La Woodson era una delle cinque donne afroamericane invitate a parlare a questo evento, insieme a: Fannie Barrier Williams, Anna Julia Cooper, Hallie Quinn Brown e Fanny Jackson Coppin.
Morì all'età di 82 anni il 15 agosto 1907.

## Matrimonio e famiglia
Il 24 settembre 1868 la Woodson, all'età di quarantadue anni, sposò il reverendo Jordan Winston Early, un ministro AME che si era affrancato dalla schiavitù. Sarah e Jordan Early non ebbero figli. Jordan Early si ritirò dagli incarichi ministeriali attivi nel 1888. Sarah Early aiutò il marito nei suoi ministeri e insegnò anche nelle scuole della comunità. In totale, insegnò a scuola per quasi quattro decenni, poiché riteneva che l'istruzione fosse fondamentale per il progresso della razza. Fu anche preside di grandi scuole in quattro città.

## Attività di riforma
Nel 1888 Woodson Early fu eletta per un mandato di quattro anni come sovrintendente nazionale della Colored Division of the Women’s Christian Temperance Union (WCTU). Frances Ellen Watkins Harper aveva preceduto Early come sovrintendente. Quando la Early assunse l'incarico, la WTCU iniziò a pagare le spese di viaggio della sovrintendente. Viaggiò spesso e tenne più di 100 discorsi a gruppi in una regione di cinque stati. Era anche una portavoce del Prohibition Party in Tennessee. La Colored Division del WCTU fu la prima organizzazione a organizzare le donne nere americane su una piattaforma nazionale.

## Opere
- Il discorso della Woodson del 1863 fu accolto e pubblicato dal vescovo Daniel Payne, ed., The Semi-Centenary and the Retrospection of the African Methodist Episcopal Church, Baltimora: Sherwood, 1868.
- Sarah J. W. Early, The Life and Labors of Rev. J. W. Early, One of the Pioneers of African Methodism in the West and South (1894), una biografia del marito. È stata classificata tra le narrazioni di schiavi del periodo successivo alla Guerra Civile, in quanto l'autrice ripercorre l'ascesa degli Early dalla schiavitù fino ai decenni di attività missionaria per la chiesa AME.

## Eredità e onorificenze
- 1888: la Woodson Early venne nominata sovrintendente della Colored Division of the Women's Christian Temperance Union (WCTU).[27]
- 1893: fu nominata “Donna rappresentativa dell'anno” alla Fiera Colombiana di Chicago del 1893 (World's Columbian Exposition).

## Precisazioni
1. ↑  Tuttavia, non fu la prima persona di colore a insegnare a livello universitario. Tre uomini neri americani insegnarono al Central New York College prima della Guerra Civile, tra cui George B. Vashon, laureato all'Oberlin College. La scuola era stata fondata da Gerit Smith e aveva cessato le sue attività poco prima dell'inizio della Guerra Civile. La Wilberforce University, dove la Woodson insegnò, è tuttora in funzione (al 2018). Benjamin Quarles, Black Abolitionists, New York/Londra: Oxford University Press, 1969.